# Усадьба Н. П. Вагина
Усадьба Н. П. Вагина — архитектурный ансамбль в историческом центре Нижнего Новгорода. Усадебный комплекс построен в 1840-е — 1874 года.  
В состав комплекса усадьбы входят два строения: главный дом и флигель.        

## История
История усадьбы прослеживается с 1851 года, когда, согласно «Обывательской книге Рождественской части Нижнего Новгорода», на участке, принадлежавшем купцу Николаю Петровичу Вагину, располагались небольшой деревянный на каменном фундаменте дом и торговая лавочка. В 1874 году они описывались следующим образом: «Дом деревянный, в один этаж в четыре окна. Флигель каменный, в два этажа, в четыре окна, лицевая сторона на Ильинку, второй этаж не отстроен. Службы деревянные». Судя по записи, современный дом № 42 считался флигелем и в 1874 году велось его строительство. Время строительства дома № 42-а не установлено, но предположительно, возведение основного объёма пришлось на 1840-е годы.
В 1876 году усадьба перешла по наследству Константину Николаевичу Вагину. В 1881 году домовладение было переоценено, с увеличением стоимости, что вероятно было связано с возведением хозяйственных построек. В 1908 году городская управа одобрила новому владельцу, Петру Николаевичу Вагину, строительство небольшого одноэтажного деревянного флигеля в глубине участка (не был построен). В этот период главным домом усадьбы уже стала каменная двухэтажная постройка под № 42. 
В 1916 году новый владелец, Пётр Павлович Кузнецов, заказал проект постройки роскошного, с элементами «восточного» стиля, дома. Утверждённый в августе городской управой, проект так и остался на бумаге, был лишь расширен дом № 42 вглубь усадьбы, тогда же пристроен входной тамбур.           

## Архитектура
Главный дом усадьбы, выстроенный в стиле академической эклектики, представляет собой двухэтажное с подвалом кирпичное здание, прямоугольное в плане, с двухуровневым выступом с восточной стороны и тамбуром-входом с северной. Фасады разделены горизонтальными членениями в виде выступающего цоколя, междуэтажного и подоконного поясов и венчающего карниза с декоративными кронштейнами. Первый этаж рустован. Окна первого этажа оформлены простыми наличниками в виде полукруглого выступающего валика, а окна второго — наличниками, подоконными нишами и рустованными лопатками.        
Флигель представляет собой небольшое одноэтажное деревянное оштукатуренное здание. Оформлено в стиле русского классицизма.          

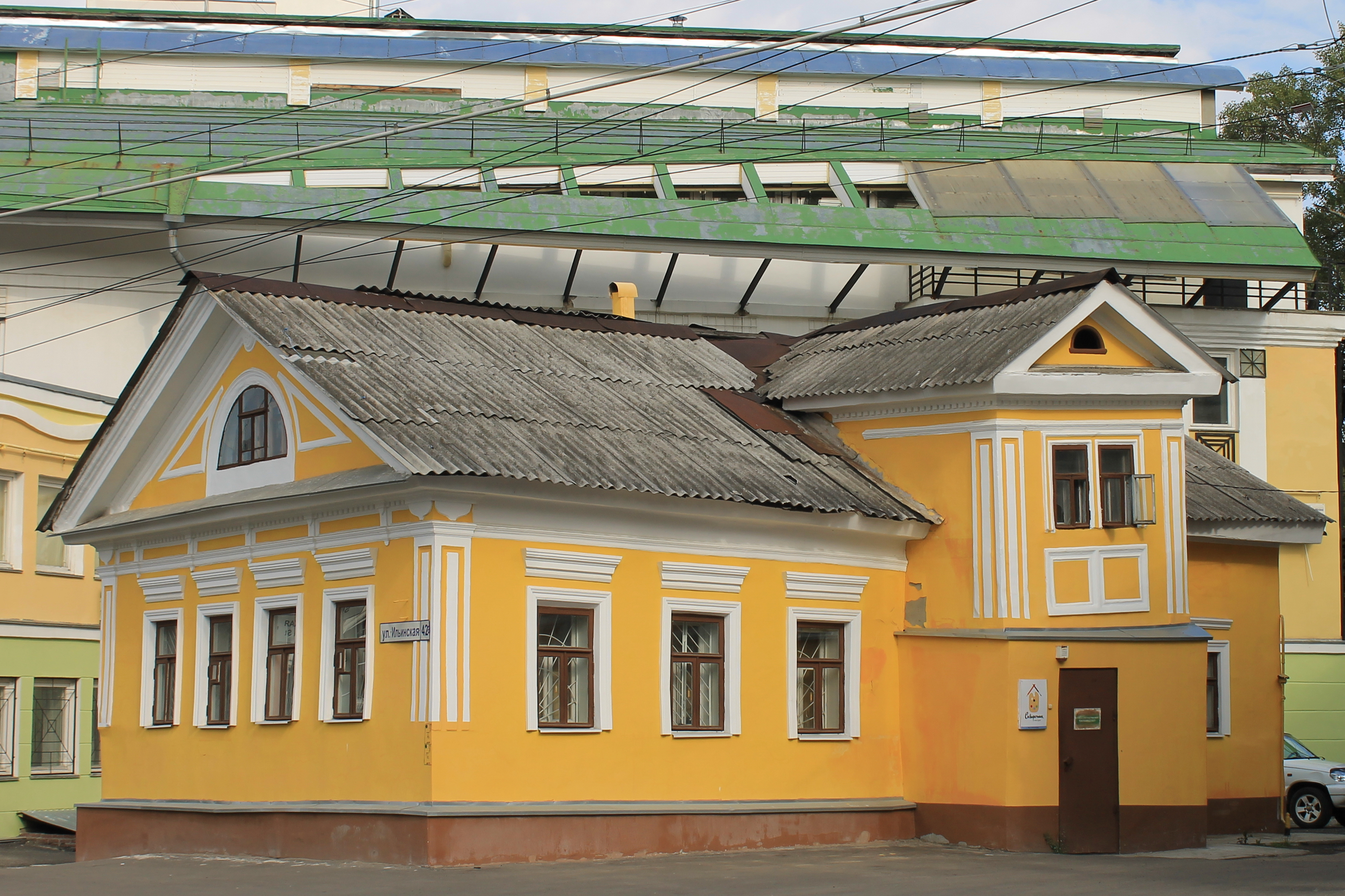
Флигель.
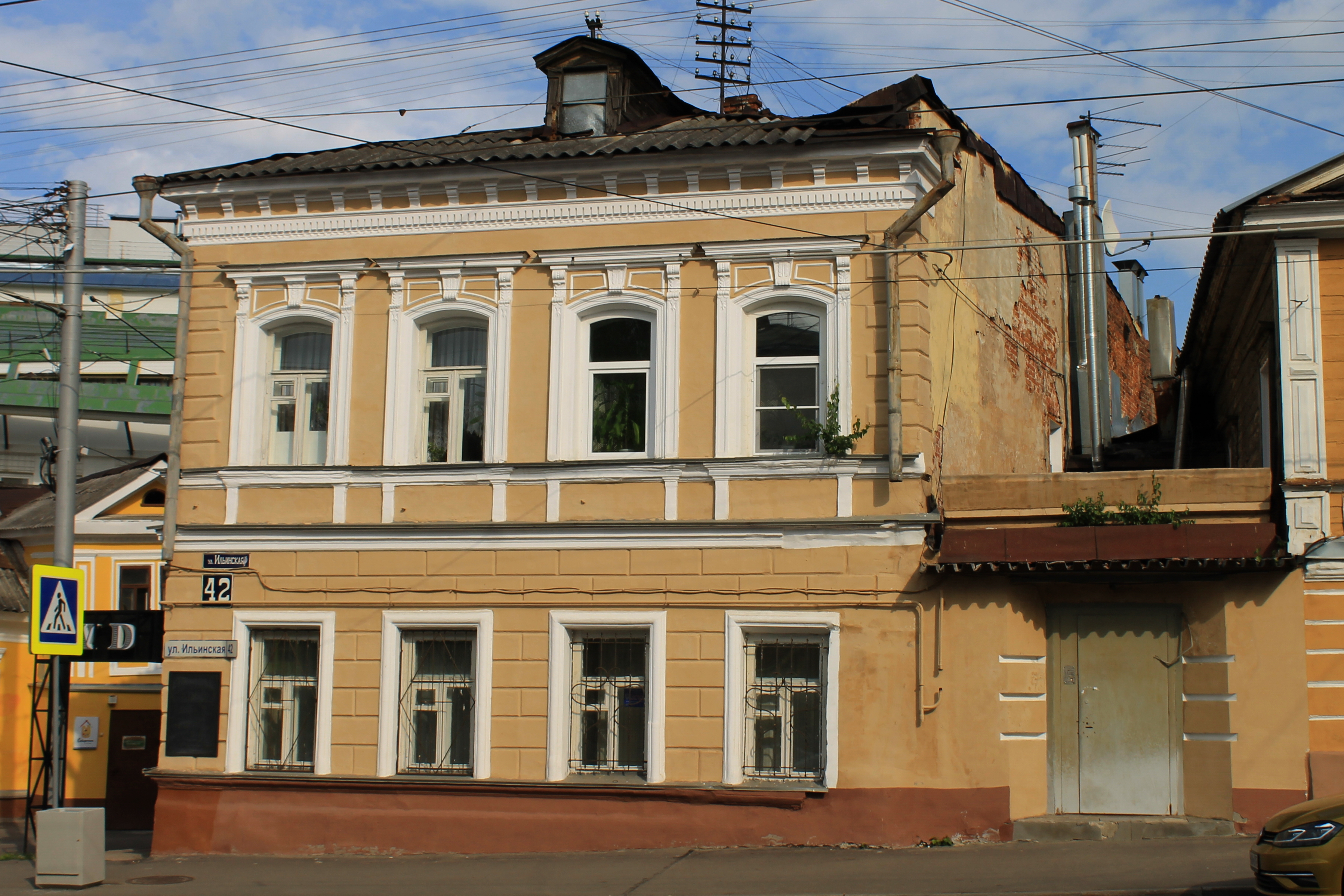
Главный дом.
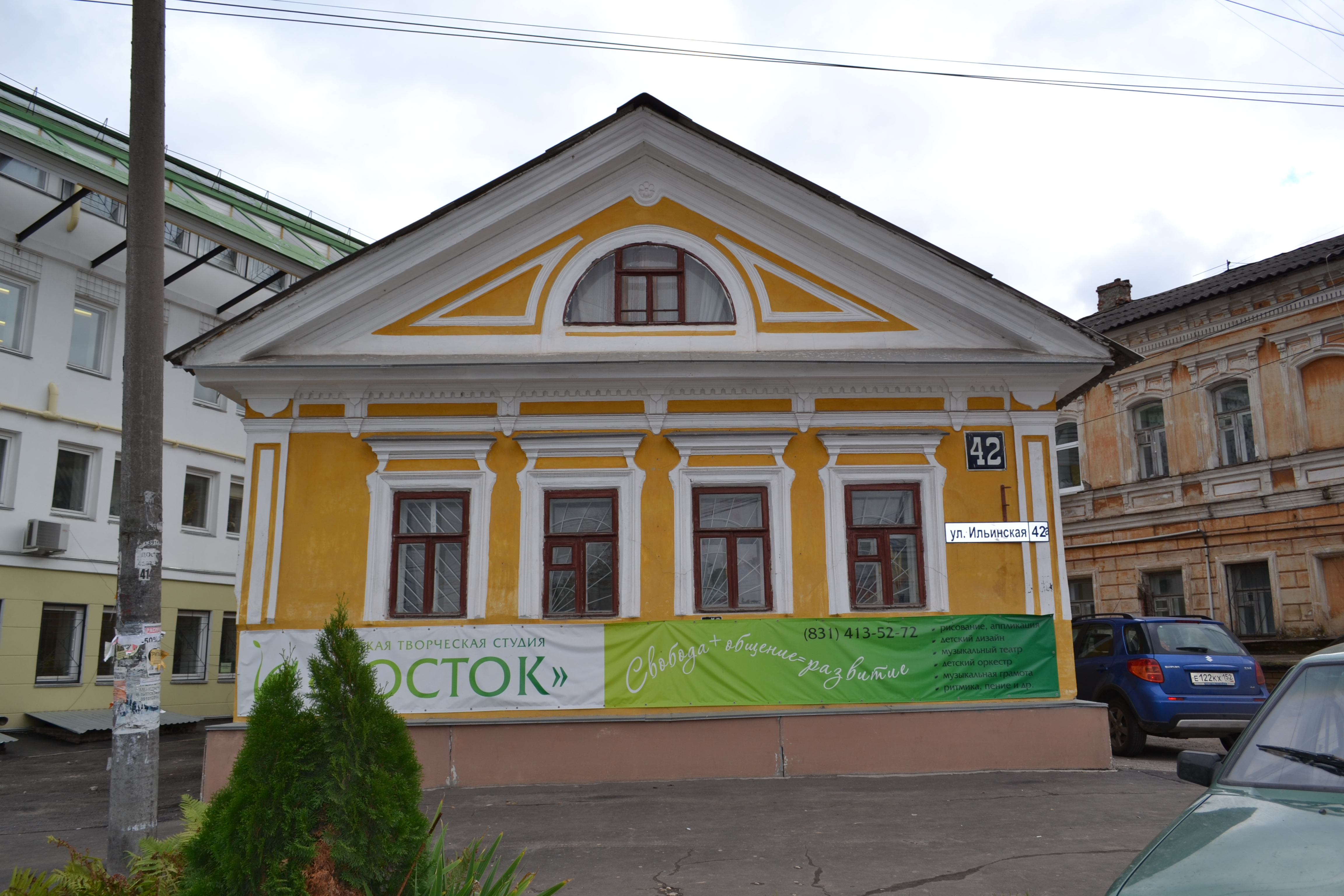
Флигель. Фасад.